# IC 2498
IC 2498 ist eine Spiralgalaxie vom Hubble-Typ Sb im Sternbild Löwe an der Ekliptik. Sie ist schätzungsweise 440 Millionen Lichtjahre von der Milchstraße entfernt.
Das Objekt wurde am 30. April 1896 von Stéphane Javelle entdeckt.